# De Unie
Lo De Unie era un vascello di linea da 68 cannoni in servizio nella marina olandese tra il 1781 e il 1782. La nave andò persa per naufragio il 19 ottobre 1782 con la perdita di tutto l'equipaggio.

## Storia
Realizzato per contro dell'Ammiragliato di Amsterdam venne impostato con il nome di De Unie il 29 maggio 1781 e varato nel corso di quello stesso anno. L'armamento era composto da 68 cannoni e l'equipaggio da 450 persone. Dopo aver completato l'allestimento la nave entrò in servizio il 26 agosto 1782, ed era al comando del kapitein ter zee Louis Marie Graaf van Welderen (1757-1782).  Nel settembre 1782 il De Unie faceva parte di una squadra navale al comando del viceammiraglio Andries Hartfinck, composta da Utrecht, Goes, Princes Louisa, De Unie, Admiraal de Ruyter, Admiraal Kortenaer, Amsterdam, Batavier e Prins Frederik di stanza a Texel.
In servizio in una squadra navale, al comando del contrammiraglio Jan Hendrik van Kinsbergen, composta dai vascelli Utrecht, Admiraal Kortenaer, Admiraal De Ruyter e dalla fregata Zierikzee, la nave affondò per naufragio il 19 ottobre 1782 con la perdita di tutto l'equipaggio. Mentre era in navigazione nel Mare del Nord, diretta con le altre navi a scortare un convoglio di 9 navi mercantili provenienti dallo stretto di Oresund, durante una forte tempesta il vascello si capovolse ed affondò.
Pochi mesi dopo anche la fregata Zierikzee fece naufragio e affondo, con gravi perdite umane.
Per onorare il valoroso comandante del vascello Unie L.M. Graaf van Welderen,, che si era valorosamente distinto durante la battaglia di Dogger Bank a bordo della fregata Amphitrite (36 cannoni, capitano van Woensel),  la poetessa Anna Diersen in quello stesso anno pubblicò una poesia in sua memoria.

### Fonti
1. ↑  Treedecks.
2. 1 2 3  Aviatsea.
3. ↑  Willem V 1783, p. 85.
4. ↑  Willem V 1783, p. 42.
5. ↑  Willem V 1783, p. 21.
6. ↑  Theeuwen 2002, p. 215.
7. 1 2  Geysbeek, Gerrits 1829, p. 257.
8. ↑  van Berkhey 1782, p. 20.
9. ↑  Huygens Instituut.